# Паралель (фільм)
Паралель — канадський фантастичний трилер 2018 року. Режисер Ісаак Есбан. Студія «Bron Studios», «Vertical Entertainment.» Прем'єра у світі відбулася 10 квітня 2018 року.

## Про фільм
Компанія друзів знаходить дзеркало, яке служить порталом для «мультивсесвіту». Вони використовують знання з іншого боку дзеркала, щоб поліпшити якість власного життя. Однак незабаром друзі розуміють, що їх дії можуть призвести до небезпечних наслідків.

## Знімались
| Актор           | Роль              |
| --------------- | ----------------- |
| Емл Емін        | Девін             |
| Мартін Волстром | Ноел              |
| Джорджія Кінг   | Леена             |
| Марк О'Браєн    | Джош              |
| Алісса Діас     | Кармен            |
| Кетлін Квінлан  | Марісса           |
| Чад Кровчук     | Сет               |
| Майкл Копса     | Едвард            |
| Керрі Гензел    | Івонн             |
| Білл Доу        | Рейд              |
| Ліанна Броді    | Замаскована особа |
| Шеннон Чан-Кент | Джессіка          |
| Девід Гервуд    | Паркес            |